# Pesariis
Pesariis (Pesariis in friulano standard, Pesaria in friulano carnico) è una frazione del comune di Prato Carnico, in Val Pesarina (Carnia, provincia di Udine), posta a 750 m sul livello del mare, con una popolazione di 178 abitanti suddivisa in 99 famiglie. Lambito dal torrente Pesarina, il nome deriva dalla presenza della pesa della dogana che controllava i traffici commerciali tra la Carnia e il Cadore (Comelico) ad ovest.

## Storia

### L'artigianato orologiaio

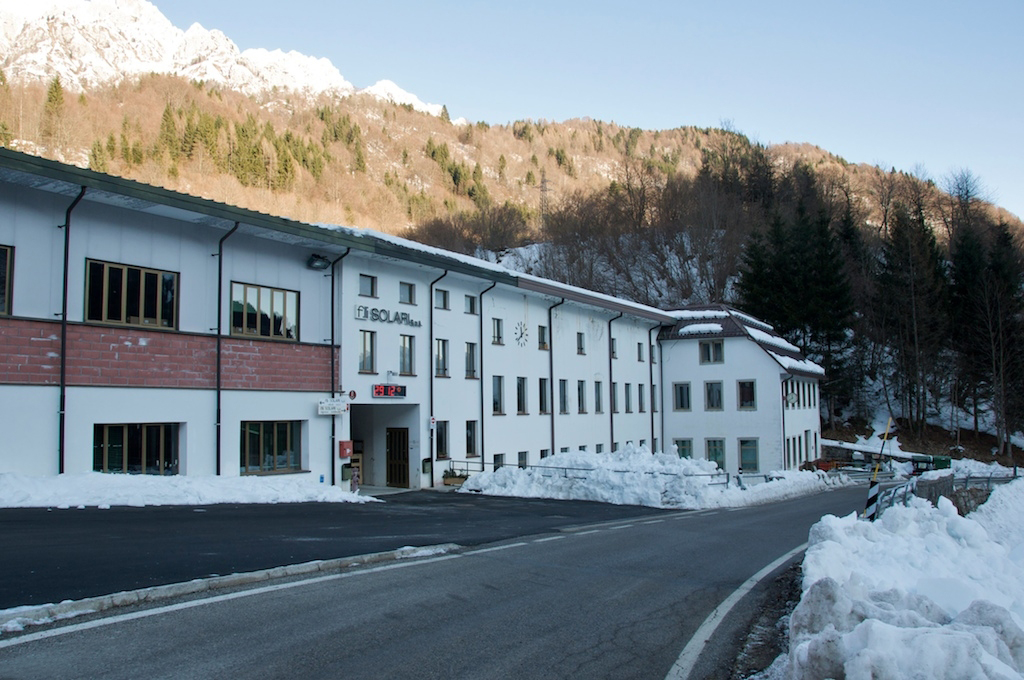
Antica sede di Solari di Udine

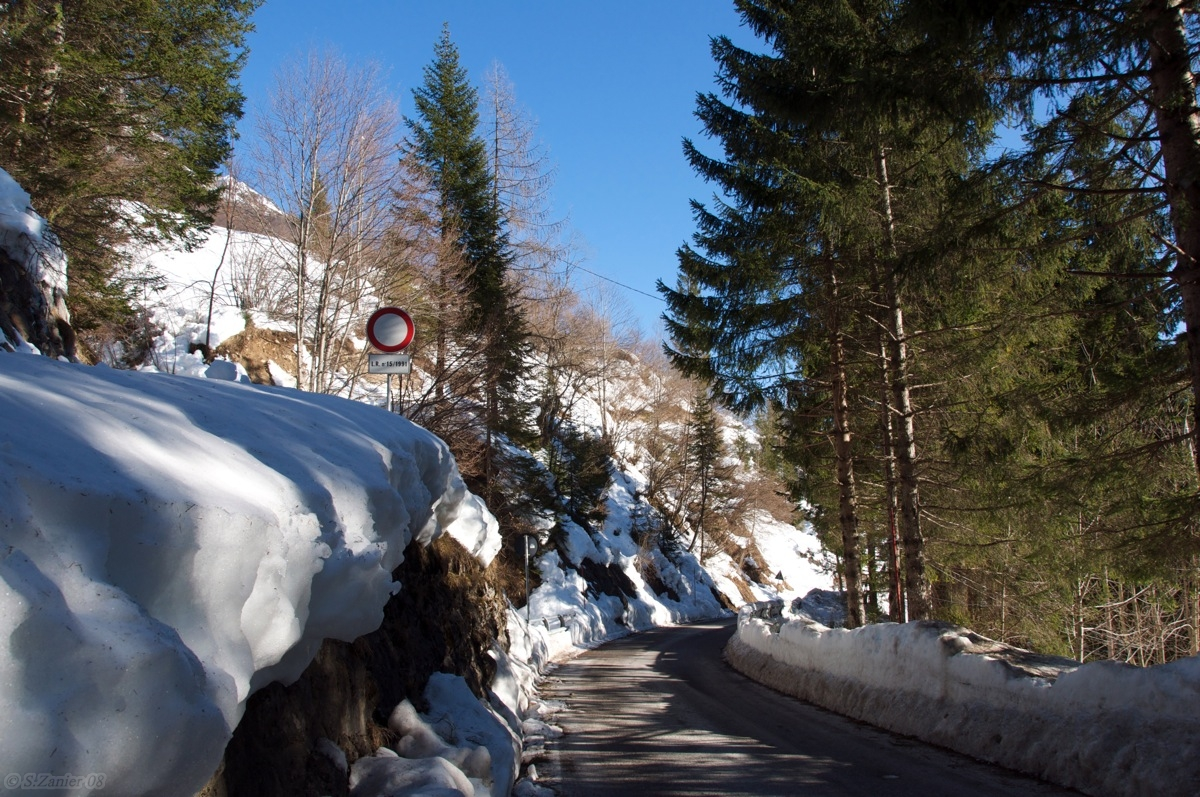
Val Pesarina

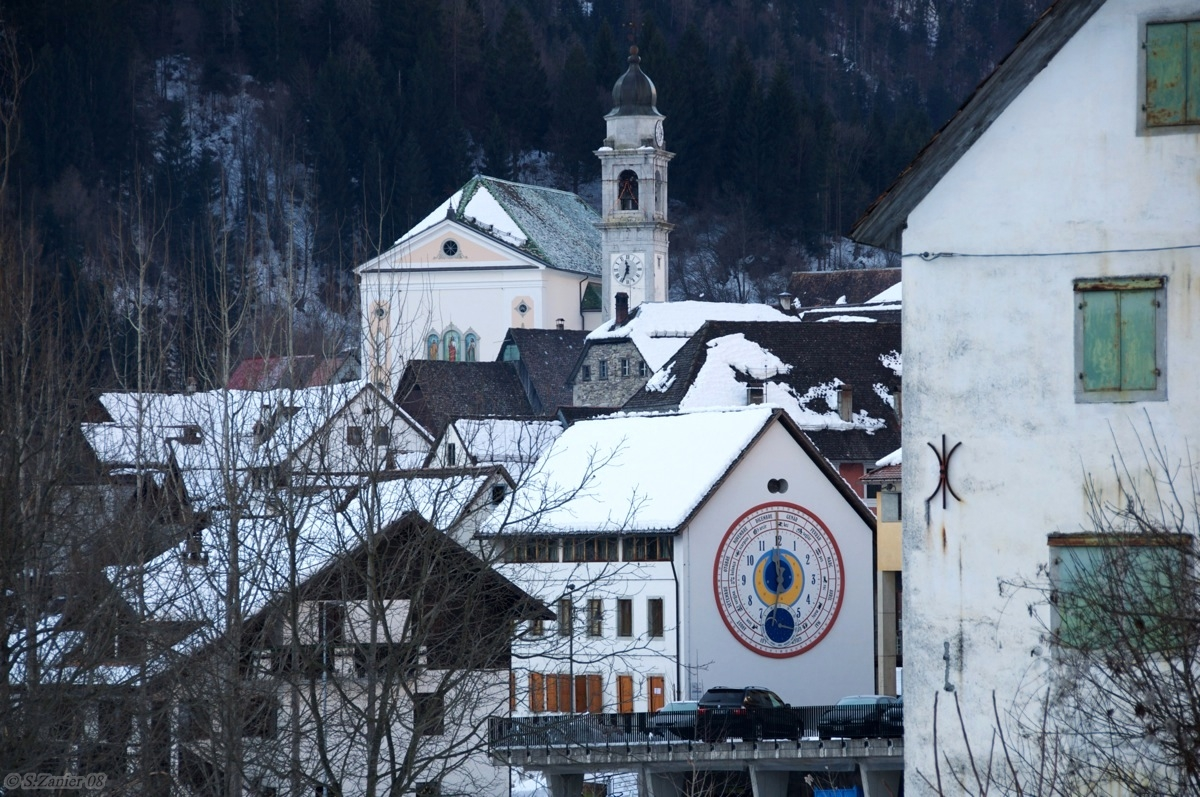
Panorama del paese dal basso

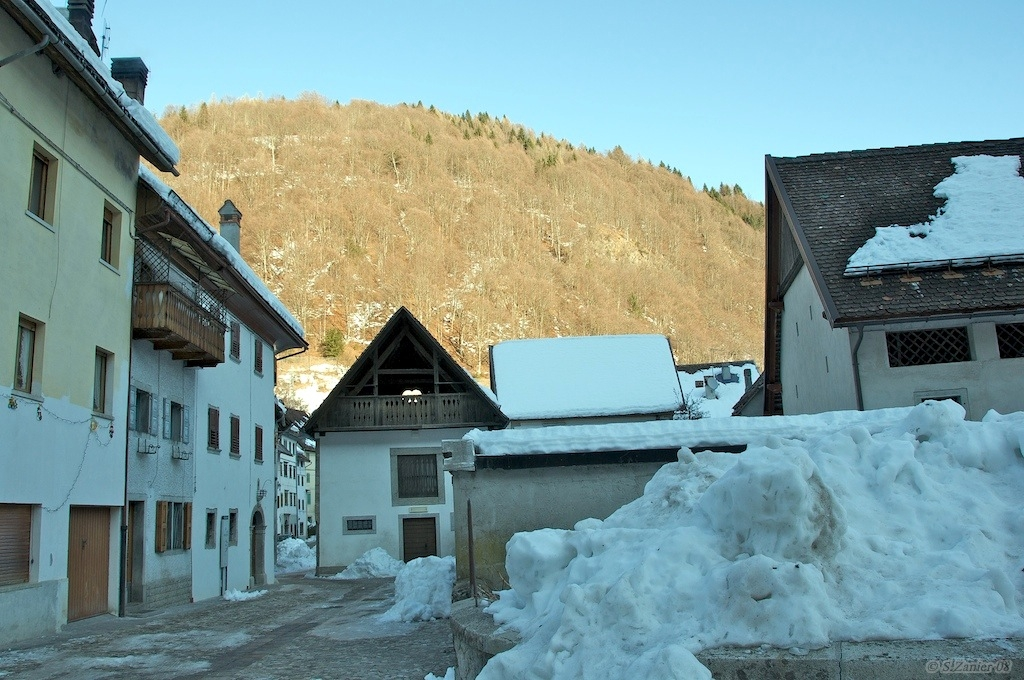
Strade cittadine ed edifici tipici

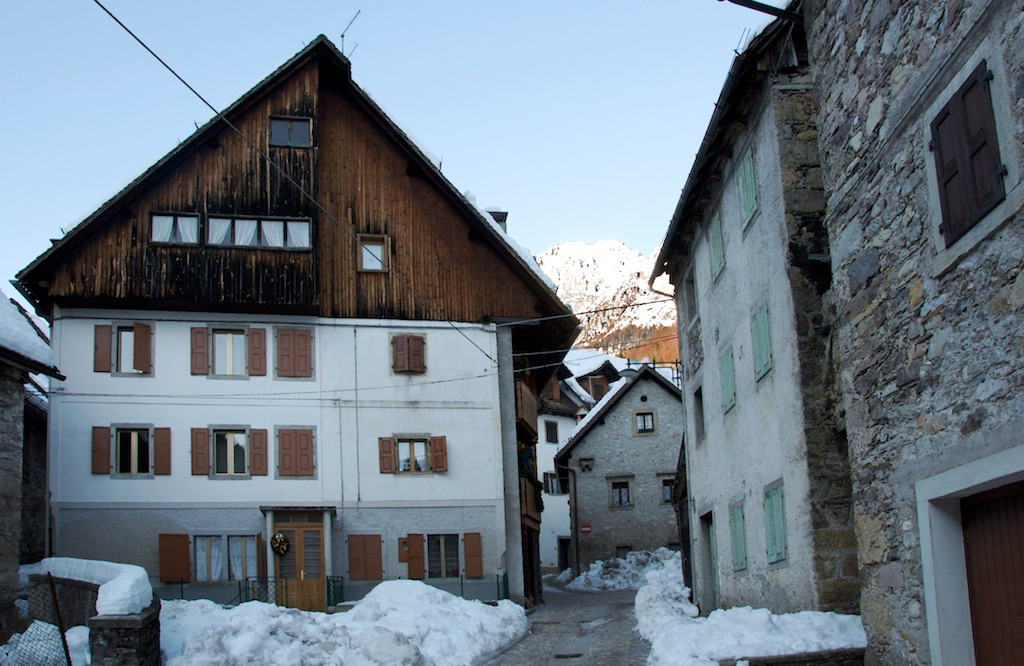
Scorcio cittadino con edifici caratteristici

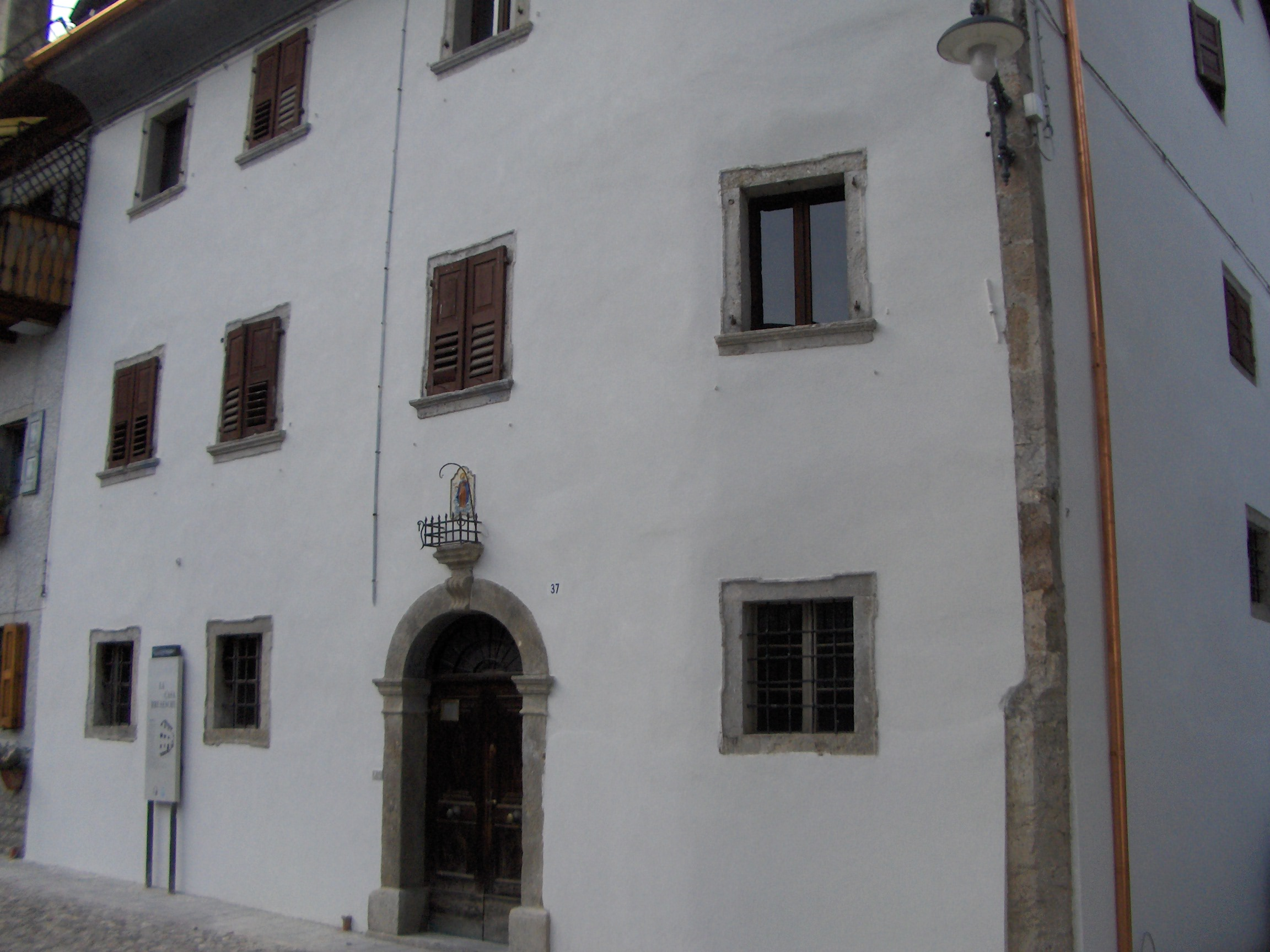
Casa Bruseschi

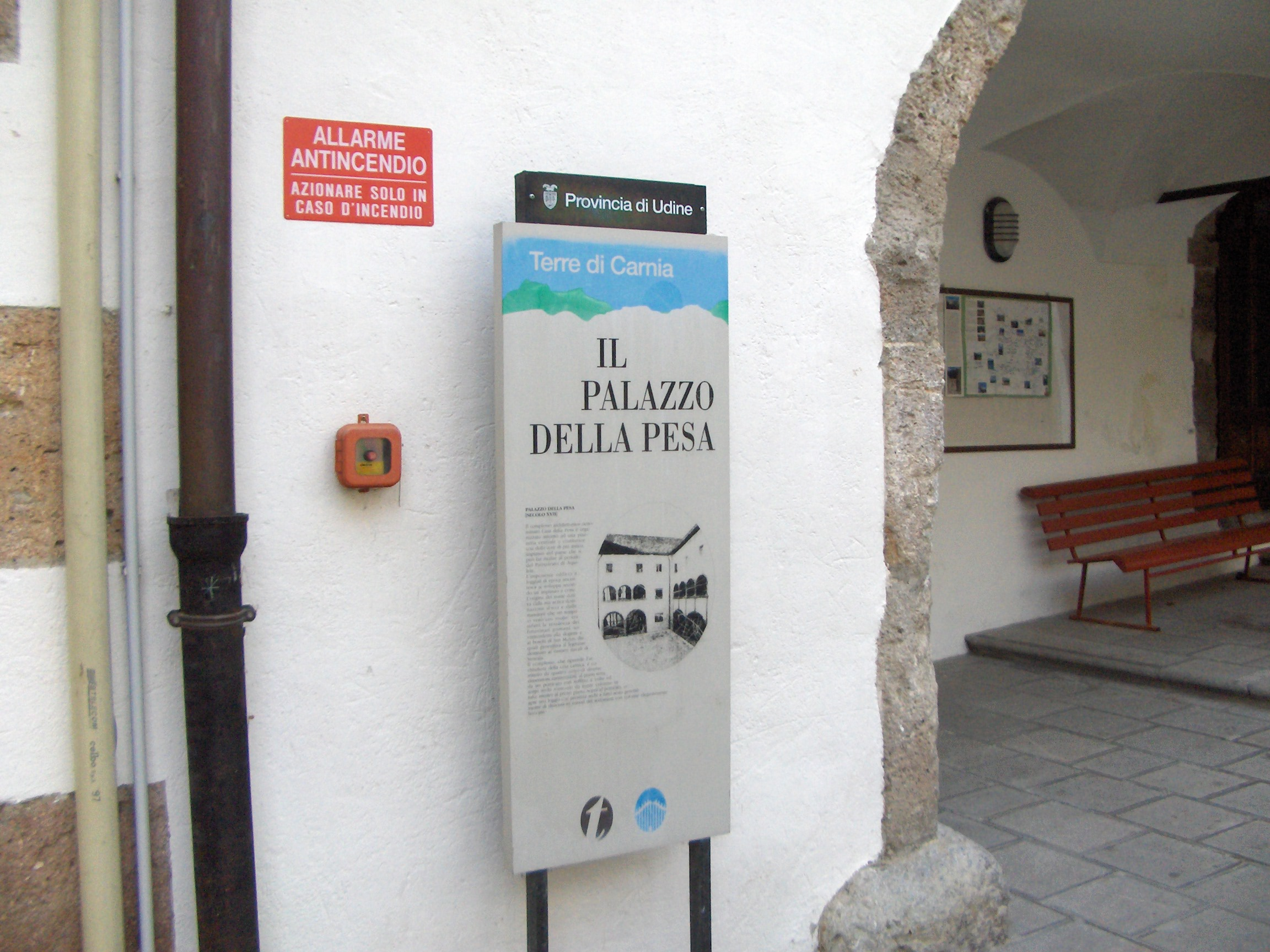
Il Palazzo della Pesa, cartello

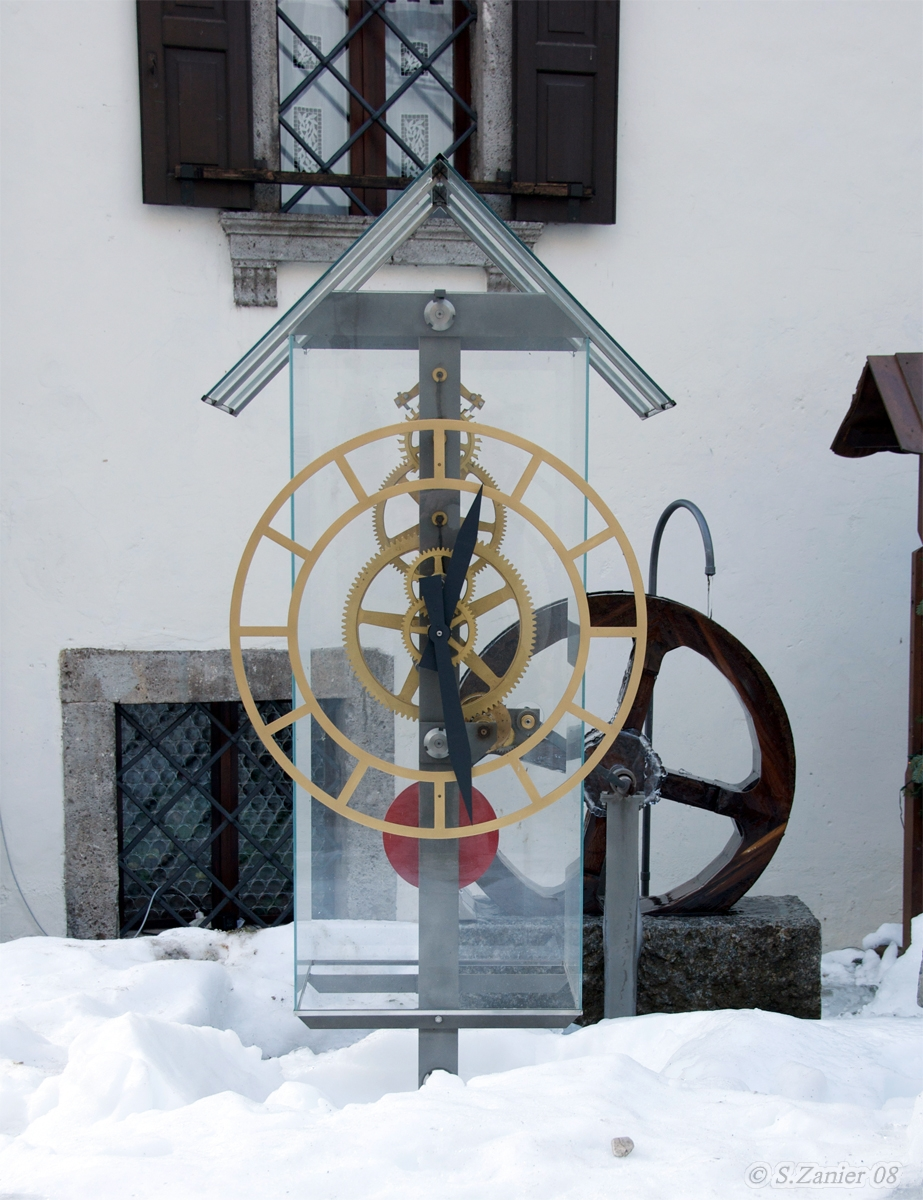
Orologio ad acqua

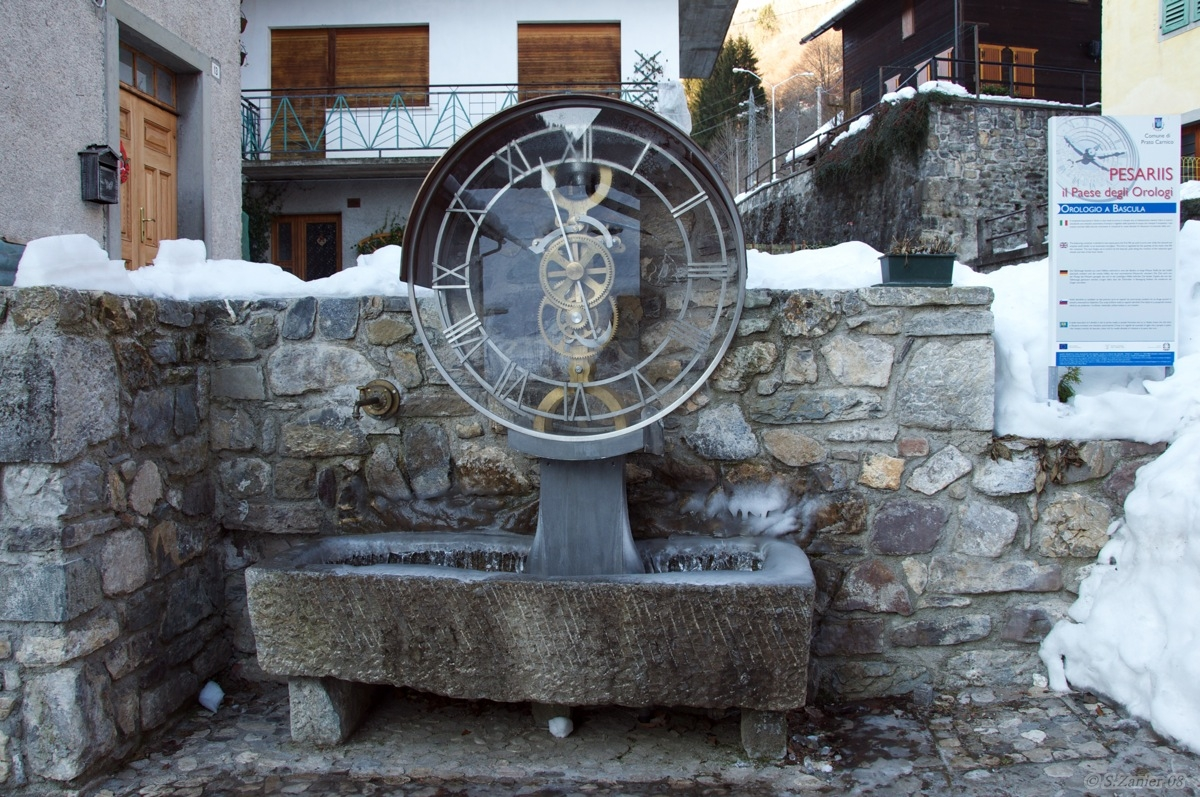
Orologio a bascula

La produzione degli orologi a Pesariis è documentata fin dagli inizi del XVIII secolo; è iniziata grazie allo stimolo di una serie di fattori concomitanti legati al particolare scenario geografico e sociopolitico del luogo: tra questi, la presenza di un piccolo, ma importante nodo commerciale, che ospitava una dogana e un punto di controllo daziale, nonché una solida quanto antica tradizione della lavorazione dei metalli.
La maggior parte della documentazione relativa al primo periodo della produzione di orologi è andata persa nel 1944, con l'occupazione cosacca, quando Adolf Hitler assegnò le terre della Carnia ai contingenti cosacchi che avevano combattuto con le forze dell'Asse, per la fondazione del Kosakenland in nord Italien. L'arrivo di oltre ventimila famiglie di soldati fu accompagnato da saccheggi e scontri, che distrussero anche molte raccolte documentaristiche di parrocchie e comuni della zona.

### Le origini storiche e mitologiche
Figura chiave nello sviluppo dell'industria orologiaia, secondo il folklore locale, sarebbe stato un certo Solari: un personaggio che si sarebbe insediato a Pesariis intorno al 1700.
Non è chiara la provenienza di Solari, figura romanzesca ma dalle basi storiche, quindi le teorie sono molteplici: l'ipotesi principale lo identifica con un pirata genovese in esilio, che si sarebbe stabilito nei territori settentrionali della Repubblica di Venezia per sfuggire ai propri nemici e creditori, poi avrebbe messo a frutto le proprie conoscenze di meccanica e astronomia dedicandosi alla costruzione di orologi. Altre ipotesi vedono in Solari una spia veneta o un esattore fiscale della Repubblica di Venezia.
Una teoria più solida sull'origine dell'industria è legata ai movimenti migratori che caratterizzarono la zona sin dal XVII secolo: dalla Carnia si svilupparono delle rotte commerciali che raggiungevano Germania e Austria, battute da mercanti vagabondi detti cramârs, che esportavano spezie e stoffe al di là delle Alpi.
È indubbio che questi commercianti possano avere avuto molte occasioni di venire a contatto con i numerosi paesi della Baviera in cui i settori della meccanica e dell'orologeria erano già molto sviluppati, ed è probabile che al ritorno in patria questi mercanti abbiano portato con sé prodotti e segreti del mestiere, diventati poi la base dell'industria locale.

### L'artigianato familiare
Le prime prove della produzione orologiaia in paese risalgono alla metà del XVII secolo, quando tra le forme di artigianato locale cominciò a comparire un particolare tipo di orologio a parete in ferro battuto, che condivideva molte caratteristiche con i modelli originari della Foresta Nera. Questi orologi trovarono mercato nel Veneto e in Friuli, e l'attività cominciò a diventare redditizia, portando ad un calo nel numero di emigranti. Nel 1725 venne fondata la Fabbrica Solari, un insediamento protoindustriale a nord del paese, sull'area appartenuta ad un cascinale o a un mulino siti sul Rio Possal. Nonostante il nome "fabbrica", la produzione era ancora completamente artigianale.
I nuovi spazi e la disponibilità di manodopera fecero crescere la quantità e la qualità della produzione, e permisero di diversificare il lavoro intraprendendo anche la costruzione di orologi da torre e di opere su commissione. La prima documentazione ufficiale di un orologio da torre risale al 1789, con la posa dell'orologio per la torre civica di Cherso a opera di Antonio Solari: atto documentato dalla podestaria locale. Una seconda ondata di emigrazione colpì il paese sulla fine del XIX secolo, anche se più ridotta rispetto al resto della nazione. Gli emigrati al rientro in patria spesso portavano nuove conoscenze sulla meccanica, sui materiali e sulle mode, che contribuirono in modo determinante allo svecchiamento dell'industria locale, con l'introduzione dei primi veri macchinari industriali che consentirono di incrementare la precisione e la qualità dei meccanismi prodotti.
L'utilizzo delle tecniche moderne portate dagli emigrati rientrati in patria consentì anche un rapido e importante aumento della produzione, che permise di aumentare la quota destinata all'esportazione. Negli anni venti e trenta la ditta Solari, che cambiò nome in Fratelli Solari, ebbe grande prosperità e fu capace di seguire lo stile del periodo inserendo nuovi tipi di orologi privi di lancette, come quelli a palette o "a scacchiera"; uno di questi fu installato nella sede centrale di Regie Poste in Napoli e consisteva in un reticolo di caselle quadrate, alto cinque metri, in grado di rappresentare le cifre dell'ora con caselle nere su fondo bianco come su una matrice: venne distrutto in un bombardamento durante la seconda guerra mondiale, ma una versione più piccola è stata ricostruita ed è tuttora visibile nel centro di Pesariis.

### Il dopoguerra
Durante il ventennio fascista la ditta Solari fornì alle neonate Ferrovie dello Stato gli orologi speciali a carta paraffinata e puntine scriventi che regolavano il traffico dei treni sulla rete. Nel 1939 la ditta si separò in due unità: la Fratelli Solari, a Pesariis, e la Solari di Udine. La divisione, per via degli eventi bellici, fu formalizzata solo nel 1947.
Mentre il lavoro nella fabbrica veniva rallentato dalla guerra, Remigio Solari inventò un nuovo meccanismo per orologi timbratori.
Con la ricostruzione, Pesariis ottenne l'appalto per la produzione degli orologi a palette per le stazioni delle Ferrovie dello Stato, risollevandosi rapidamente: l'80% degli orologi in servizio sulla rete ferroviaria italiana proveniva dal piccolo paese.
Il rinnovamento dell'azienda fu marcato soprattutto nel ramo di Udine, che nel 1964 vinse un Compasso d'Oro con l'orologio elettromeccanico Cifra 5 e nel 1962 con i cartelli teleindicatori alfanumerici per aeroporti, entrambi di Gino Valle: l'azienda fu comprata dalla Pirelli ed in seguito ceduta al gruppo Fornara di Guido Accornero; in seguito si rese indipendente e lo stabilimento di Pesariis venne acquistato e riunito nuovamente al gruppo.

## Economia
L'economia del luogo è incentrata sulla produzione di orologi: il paese, nonostante le piccole dimensioni, è infatti uno dei centri italiani di maggiore importanza per la produzione di orologeria e ospita un importante Museo dell'Orologio. Dispone di un'amministrazione frazionale di gestione delle proprietà collettive di diritto pubblico, e cioè diversi ettari di terreni, proprietà immobiliari ed attività commerciali.

## Cultura

### Il paese degli orologi
Dal 2000 l'amministrazione della frazione ha avviato un progetto denominato Il paese degli orologi, che prevede la costruzione di 24 orologi monumentali nel centro cittadino che rappresentino l'evoluzione dell'industria locale: il percorso comprende dieci orologi monumentali e due meridiane monumentali.
- Calendario perpetuo gigante, ispirato agli orologi da torre antichi, reinterpretato con grafica moderna;
- Orologio con carillon, una variazione sul tema dei castelli campanari dotata di un meccanismo che può riprodurre diverse melodie;
- Antica casa dell'orologio, un raro orologio affrescato il cui quadrante risale al XVIII secolo;
- Orologio ad acqua a turbina, un orologio-fontana ispirato agli orologi ad acqua del XVI secolo;
- Orologio ad acqua a vasi basculanti un altro orologio ad acqua con tecnologia del XIX secolo e meccanismi a vista;
- Orologio dei pianeti, che rappresenta il sistema solare in visione eliocentrica;
- Orologio a scacchiera, ispirato a quello realizzato per le Poste di Napoli;
- Orologio a vasche d'acqua, composto da dodici vasche ispirate al concetto della clessidra ad acqua;
- Orologio a palette giganti, un grande orologio a palette verticali sul tipo di quelli per aeroporti e stazioni negli anni quaranta;
- Orologio planisfero e notturnale Una mappa stellare che usa la stella polare per indicare l'ora.

### Altri edifici
A Pesariis si trovano la chiesa parrocchiale dei Santi Filippo e Giacomo, e Casa Bruseschi.

### Pesariis in televisione
- 6 febbraio 2016, Rai 1, Linea Bianca, alla curiosa mostra di orologi di Pesariis, veri e propri gioielli di precisione.[5]
- 10 luglio 2016, Rai 1, Easy Driver, Il viaggio prosegue verso Pesariis, il paese degli orologi.[6]
- 30 dicembre 2016, Rai 3, Geo, al minuto 02:04:26, Val Pesarina e Val Resia protagoniste in compagnia di Sveva Sagramola e del fotografo naturalista Emanuele Biggi.[7]
- 15 Novembre 2021, La7, servizio di 5 minuti all'interno di "Bella Italia in viaggio" [8]
- 11 Dicembre 2021, RaiUno, "Passaggio a Nord Ovest" [9]